# Parafuso rosca sem fim

O sistema mais simples de parafuso de rosca sem fim em movimento.

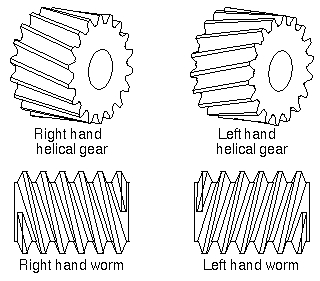
Sistema de roscas com ângulo, o que conforme sua direção de rotação, pode aumentar o torque diminuindo o giro, e vice-versa.

O parafuso de rosca sem fim, ou parafuso sem fim, é um tipo de engrenagem da mecânica clássica, onde o movimento circular gerado pelo parafuso movimenta uma coroa ou um pinhão teoricamente sem fim, pois ao contrário de mover a contra-parte, ela gira, mantendo movimento circular. A terminologia também é erroneamente utilizada para definir qualquer sistema que utilize essa técnica. Como parte de um sistema de engrenagens, essa técnica pode reduzir as rotações, permitindo maior torque.

## Tipos
Utilizando sistemas helicoidais, existem três tipos básicos de engrenagens de rosca sem fim. O que diferencia uma das outras é o ângulo do dente da engrenagem em relação a sua base e a distância entre as roscas no parafuso.

## Aplicações
São descritas utilizações desde a Mecânica Newtoniana para este sistemas. São utlizados em qualquer sistema onde se pretende precisão e torque, como embreagens, cravelhas de instrumentos de corda, relógios, sistemas de elevadores e indústria geral.